# Ganna Walska
Ganna Walska (właśc. Hanna Puacz, ur. 24 czerwca 1887 w Brześciu Litewskim, zm. 2 marca 1984 w Santa Barbara w Kalifornii) – amerykańska śpiewaczka operowa (sopran) pochodzenia polskiego.

## Życie prywatne
Walska była sześciokrotnie mężatką. Jej mężami byli:
- rosyjski arystokrata, baron Arkadij d'Eighnhorn[1]
- (1916-1920) lekarz nowojorski, neurolog Joseph Fraenkel
- (ok. 1921/1922-ok. 1924) multimilioner Alexander Smith Cochran(inne języki)
- (ok. 1925 w Paryżu-1931) multimilioner Harold Fowler McCormick[2]
- brytyjski wynalazca m.in. „promieni śmierci” Harry Grindell Matthews(inne języki)
- Theos Bernard(inne języki), adept jogi, wyznawca i mistrz tybetańskiego buddyzmu, pisarz

## Kariera

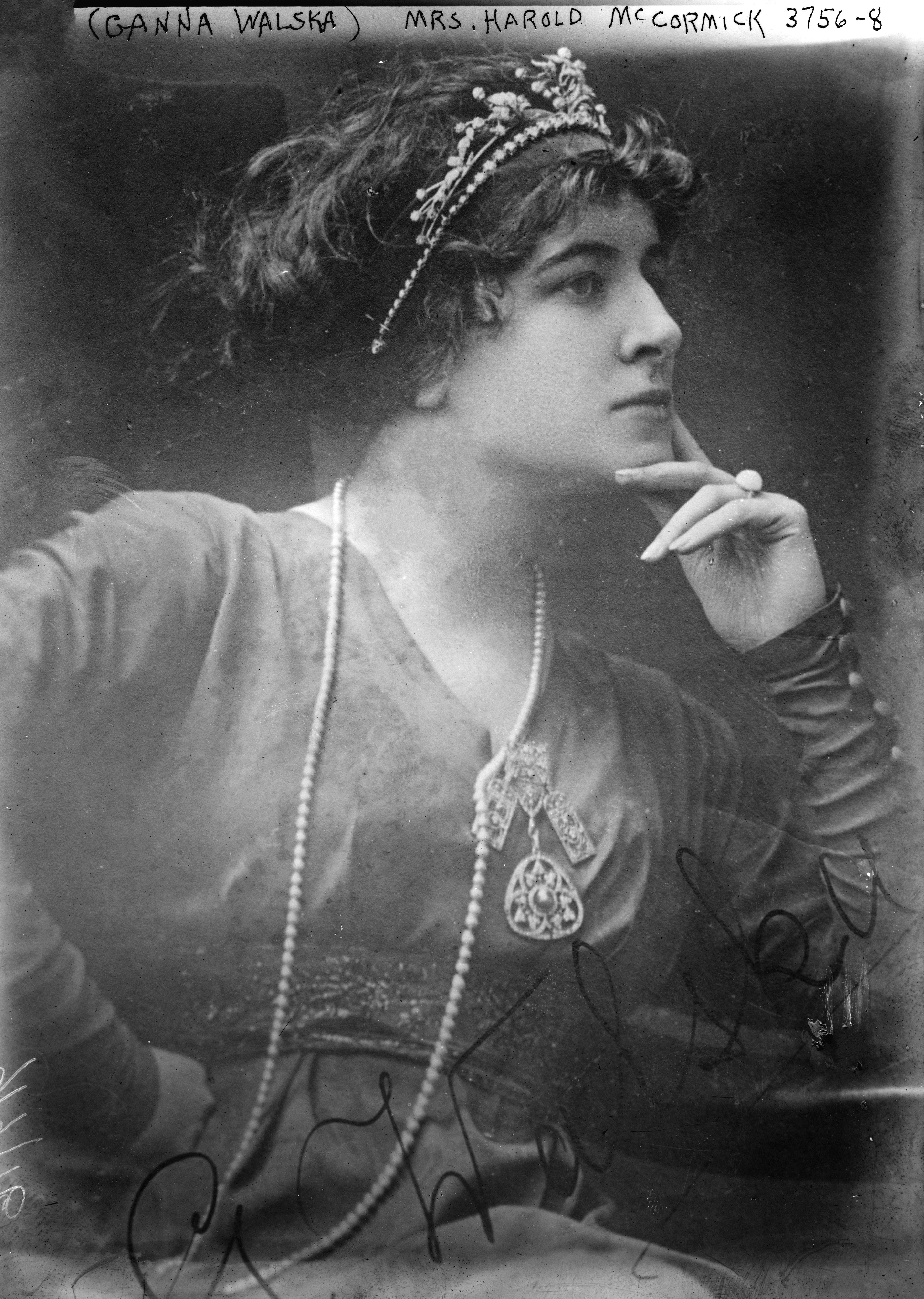
Ganna Walska po wyjściu za Harolda Fowlera McCormicka

Walska marzyła o karierze śpiewaczej. W swych wspomnieniach, wydanych w Stanach Zjednoczonych pt. Always Room at the Top, pisze o sukcesach w Petersburgu i we Francji, w której miała swój pałacyk w dolinie Loary i gdzie przebywała najchętniej do wybuchu II wojny światowej.
Po przybyciu do USA próbowała zdobyć sławę jako pieśniarka. Nieprzychylny jej Orson Welles twierdził, że McCormick bezkrytycznie promował śpiewaczą karierę Walskiej, pomimo że nie dysponowała dobrym głosem. "Uwiecznił" ją w scenariuszu do swojego filmu Obywatel Kane, gdzie Walska została przedstawiona jako Susan.
Podobnie krytyk filmowy Roger Ebert uważał, że beztalencie Susan to właśnie Walska. McCormick wydał tysiące dolarów na jej lekcje śpiewu, a nawet sfinansował wystawienie opery Zaza Leoncavalla w operze chicagowskiej w roku 1920. Według tego samego źródła Walska wdała się w sprzeczkę z reżyserem Pietro Ciminim podczas próby kostiumowej i zerwała kontrakt przed premierą. Współcześni twierdzili, że głos Walskiej podobał się wyłącznie zakochanemu McCormickowi.

## Lotusland
W roku 1941, namówiona przez Theosa Bernarda, zakupiła 15-hektarową posiadłość Cuesta Linda w Santa Barbara, jako miejsce schronienia dla tybetańskich mnichów. Po wybuchu wojny, w USA wprowadzono ostry reżim wizowy i mnisi nie mogli przyjechać do Ameryki. Po rozwodzie z Bernardem w 1946 Walska zmieniła nazwę posiadłości na "Lotusland" (od kwiatu lotosu, Nelumbo nucifera, świętego w niektórych religiach Wschodu, symbolu odrodzenia i czystości dla hinduistów i buddystów), i poświęciła resztę swego życia na założenie, a następnie powiększanie i upiększanie ogrodu swych marzeń (dzisiaj arboretum i muzeum).
W 1943 opublikowała swoje wspomnienia Always Room at the Top.
Zmarła w Lotusland, zostawiając ogród i majątek powołanej przez nią fundacji Ganna Walska Lotusland. Książka Margaret Nicol "Enemy of the Average" została oparta na życiorysie Ganny Walskiej.